# (4499) Davidallen
(4499) Davidallen ist ein Hauptgürtelasteroid, der am 4. Januar 1989 von Robert McNaught vom Siding-Spring-Observatorium aus entdeckt wurde.